# U-Bahn Wien V
Die Type V, auch V-Wagen, bezeichnet die zweite Generation Hochflurfahrzeuge der U-Bahn Wien. Sie wurden von 1998 bis 2000 und von 2005 bis 2017 von SGP Verkehrstechnik produziert. Diese Züge stellen den Nachfolger der Triebwagen der Type U und deren Untertypen dar und verkehren im gesamten Wiener U-Bahn-Netz außer auf der Linie U6.

## Allgemeines
1998 erhielt das Konsortium von Siemens, Elin, Adtranz den Auftrag, für Wiens U-Bahnen mit Stromschienen-Betrieb eine neue Generation von Fahrzeugen zu produzieren, die im Jahr 2000 der Öffentlichkeit vorgestellt wurde. Bei einem Zug der Type V handelt es sich um sechs im Betrieb nicht trennbare Wägen, wobei die Endwagen antriebslose Steuerwagen (Typ v) sind, zwischen denen vier motorisierte Mittelwagen (Typ V) laufen. Die Führerstandsenden sind mit Scharfenbergkupplungen ausgerüstet, doch diese dienen nur als Notverbindung beim Abschieben von Zügen und dem Rangierdienst. Sie sind nicht mit Kontaktaufsätzen ausgerüstet, doch das Streckennetz ermöglicht den Einsatz von Zwölfwagenzügen ohnehin nicht. Die Garnituren wurden anfangs probeweise auf der verlängerten Linie U3 eingesetzt, später auch auf den anderen Linien U1, U2 und U4. Von 2006 bis 2017 wurden die Serienfahrzeuge produziert. Die ersten drei Sechswageneinheiten vom Type V wurden am 23. August 2006 in Betrieb genommen, der letzte ging am 1. Juni 2017 in Betrieb. Diese Wagen lösten teilweise die älteren Silberpfeile im Originalzustand (Typ U) ab.
Der Wiener Typ V war der Prototyp für die Entwicklung der Plattform Siemens Modular Metro, auf der beispielsweise auch die VAG-Baureihe DT3 der U-Bahn Nürnberg basiert.

### Ersteinsatz nach Linien
| Linie | Prototyp             | Serienwagen          |
| U1    | 05.07.2006           | 23.08.2006           |
| U2    | 24.12.2002           | 10.05.2008           |
| U3    | 02.12.2000           | 23.08.2006           |
| U4    | 2006                 | 02.01.2007           |
| U5    | kein Einsatz geplant | kein Einsatz geplant |
| U6    | nicht kompatibel     | nicht kompatibel     |

Der Prototyp wurde ursprünglich anlässlich der U3-Verlängerung nach Simmering eingesetzt, auf der U2 wurde der Prototyp durch die kurzen Bahnsteige als Vierwagenzug eingesetzt.
Die Serienzüge wurden ab 2006 erstmals auf den Linien U1 und U3 eingesetzt, 2008 konnten nach der Verlängerung der Bahnsteige die Serienwagen auf der Linie U2 eingesetzt werden.

## Farbgebung und Design
Für die äußere Gestaltung der Garnituren war die Firma Porsche Design verantwortlich. Die Lackierung entspricht den Typen T und T1. Auch das äußere Design der neuen Type X ist der Lackierung der V-Wagens nachempfunden.

### Innenraum
Das Design des Innenraums unterscheidet sich, abhängig von der Wagennummer.
Die Type V mit der Wagennummer 3801/3802 (Der Prototyp) weist weiße Wandverkleidungen, weiße und rote Haltestangen sowie Stoffsitze mit weißen Pünktchen auf. Die Stoffsitze wurden jedoch zwischen den Jahren 2022 und 2023 Schritt für Schritt ausgetauscht. Zusätzlich hat der Prototyp in den weißen Wandverkleidungen Armlehnen sowie innen schwarze Türtaster verbaut.
Die Type V mit den Wagennummern 3801-3820 besitzen rot-graue Haltestangen, wobei die mittleren bereits gegen gelbe Haltestangen ausgetauscht wurden. Auch besitzen sie kleine blaue LED-Displays für die Fahrgastinformation.
Die Type V mit den Wagennummern 3821-3882 weisen besser sichtbare, gelbe Haltestangen auf, welche für besseren Kontrast eingebaut wurden. Sie besitzen allerdings noch die kleinen blauen LED-Displays bei den Wagenübergängen. Einige dieser Tranche wurden bereits mit den Neuerungen der nächsten Tranche nachgerüstet.
Die Type V mit den Wagennummern 3883-3924 weisen neben den gelben Haltestangen das aktuellste Innenraumdesign auf, bereits mit roten Ausgangsticken auf den Türen und bei jedem Wagenübergang große, orangefarbene LED-Displays auf.
Alle V-Triebwägen besitzen rot blinkende LED-Warnleuchten, welche auch Signaltöne beim Türschließvorgang von sich geben.